# 1965年新加坡独立协议
《1965年新加坡独立协议》（英語：Independence of Singapore Agreement 1965）是马来西亚联邦政府与新加坡政府于1965年8月7日达成的一项协议，该协议授予新加坡州从马来西亚联邦独立。英国国会随后也依据本协议通过1966年新加坡法令，承认新加坡为独立的主权国家，并接纳新加坡成为英联邦成员国之一。
根据协议，新加坡即于1965年8月9日从马来西亚完全独立，成为一个独立的主权国家。

## 历史
1963年9月16日，马来亚联合邦、北婆罗洲（沙巴）、砂拉越和新加坡共同组建马来西亚联邦。新加坡英属时期结束，成为马来西亚的一个州。这象征着英国对新加坡自1819年史丹福·莱佛士促成现代新加坡的建立起、长达144年的统治正式结束。
然而，新加坡州与马来西亚联邦政府在经济、财政、政治上的意见经常相左。1964年马来西亚大选中，以新加坡州为根据地的人民行动党参加大选，被联邦政府的执政党马来民族统一机构（巫统）视为对马来人至上的政治系统的威胁。同年在新加坡州发生牵涉到华人社群和马来人社群的大型种族骚乱。1965年芳林区补选中，人民行动党的对手社会主义阵线参选，受到巫统的支持。1965年，时任马来西亚首相东姑阿都拉曼决定将新加坡州从联邦中除名。马来西亚国会于1965年通过紧急修宪将新加坡州逐出马来西亚联邦。同年8月9日，新加坡州正式独立，成立新加坡共和国。

## 代表签约者
马来西亚联邦政府代表
- 东姑阿都拉曼（首相）
- 敦阿都拉萨（副首相）
- 依斯迈·阿都拉曼（内政部部长）
- 陈修信（财政部部长）
- 善班丹（工程、邮件与通讯部部长）

 新加坡政府代表
- 李光耀（总理）
- 杜进才（副总理）
- 吴庆瑞（财政部部长）
- 埃德蒙·W·巴克（英语：Edmund W. Barker）（律政部部长）
- 拉惹勒南（文化部部长）
- 奥斯曼渥（社会事务部部长）
- 王邦文（英语：Ong Pang Boon）（教育部部长）
- 杨玉麟（卫生部部长）
- 林金山（国家发展部部长）
- 易润堂（劳工部部长）